# Mladen Kolobarić
Mladen Kolobarić (Mostar, 18. jun 1933 – Sarajevo, 2009) bio je bosanski slikar i grafički dizajner i univerzitetski profesor. Poznat je kao autor sadašnje zastave Bosne i Hercegovine.

## Biografija
Kolobarić je rođen u Mostaru, a diplomirao je na Akademiji primenjenih umetnosti u Beogradu 1958. godine. Od 1959. do 1974. radio je kao profesor u Srednjoj školi primenjenih umetnosti u Sarajevu, a od 1974. do 2004. bio je profesor, šef i osnivač Odsjeka za grafički dizajn na Akademiji likovnih umjetnosti u Sarajevu.
Kolobarić je bio umetnički direktor Zimskih olimpijskih igara 1984. u Sarajevu.
Bio je na čelu Vestendorpove komisije i time tvorac državne zastave Bosne i Hercegovine. Karlos Vestendorp (Carlos Westendorp) bio je visoki predstavnik za Bosnu i Hercegovinu od 1997. do 1999. godine.
Tokom  profesionalne karijere, Mladen Kolobarić je više puta izlagao u Jugoslaviji. 
Ilustrovao je brojne knjige i časopise. Dobio je više državnih nagrada, poput Šestoaprilska nagrada grada Sarajeva. 
Pred smrt je postao član Udruženja likovnih umjetnika primijenjenih umjetnosti i dizajna Bosne i Hercegovine (ULUPUBiH). Kolobarić je preminuo 2009. godine u Sarajevu.